# زمین‌خزک نوک‌راست
زمین‌خزک نوک‌راست (نام علمی: Ochetorhynchus ruficaudus)، گونه‌ای از پرندگان در زیرخانواده Furnariinae از خانواده تنورمرغان (Furnariidae) است که در آرژانتین، بولیوی، شیلی و پرو یافت می‌شود.